# Mafia Spies
Mafia Spies ist eine US-amerikanische Krimi-Dokureihe von Tom Donahue aus dem Jahr 2024 für den Streamingdienst Paramount+ über die sogenannte Operation Mongoose und basiert auf dem im Jahr 2019 veröffentlichten Buch Mafia Spies: The Inside Story of the CIA, Gangsters, JFK, and Castro von Thomas Maier.

## Inhalt
Die Dokureihe beleuchtet die Zusammenarbeit der CIA und der amerikanischen „Cosa Nostra“ während des Kalten Krieges, zur Destabilisierung der kubanischen Regierung unter Fidel Castro.
Die Geschichte beginnt bei den lukrativen Geschäften von US-amerikanischen Mobstern wie Meyer Lansky, Santo Trafficante Jr. und Sam „Momo“ Giancana in Havanna auf Kuba, bevor im Jahr 1959 die Kubanische Revolution unter Fidel Castro erfolgt und der Diktator Fulgencio Batista aus dem Land fliehen muss. Umgehend werden die Mobster von der neuen Regierung vertrieben und müssen hilflos zusehen wie ihre großen Hotels und Casinos enteignet werden. Unterdessen fürchten die Vereinigten Staaten fortan, Kuba könne bald als eine Art kommunistischer Brückenkopf fungieren und darüber hinaus beginnt Castro, die meisten US-amerikanischen Unternehmen zu verstaatlichen. 
Der US-Präsident Dwight D. Eisenhower beauftragt somit die CIA mit der Beseitigung des revolutionären Regimes von Fidel Castro und so nimmt CIA-Direktor Allen Dulles mit den zwei Mobstern John Roselli und Sam Giancana Kontakt auf, um Pläne zu schmieden, Castro und andere führende kubanische Politiker gemeinsam mit einigen Exilkubanern zu stürzen. Dies führt schließlich zur Invasion in der Schweinebucht und anschließend unter der Präsidentschaft John F. Kennedys zur sogenannten Operation Mongoose und ihren Folgen.
Aufgewertet wird die Dokureihe durch hochwertige Spielszenen, Archivbilder und Interviews mit Insidern, Journalisten und Buchautoren. 

## Episodenliste
| Nr. (ges.) | Nr. (St.) | Deutscher Titel | Originaltitel | Erstveröffentlichung USA | Deutschsprachige Erstveröffentlichung (D/A/CH) |
| ---------- | --------- | --------------- | ------------- | ------------------------ | ---------------------------------------------- |
| 1          | 1         | Das große Spiel | The Game      | 16. Juli 2024            | 17. Juli 2024                                  |
| 2          | 2         | Die Verräter    | The Betrayers | 16. Juli 2024            | 17. Juli 2024                                  |
| 3          | 3         | Die Falle       | The Setup     | 16. Juli 2024            | 17. Juli 2024                                  |
| 4          | 4         | Die Aktion      | The Action    | 16. Juli 2024            | 17. Juli 2024                                  |
| 5          | 5         | Der Showdown    | The Showdown  | 16. Juli 2024            | 17. Juli 2024                                  |
| 6          | 6         | Die Folgen      | The Fallout   | 16. Juli 2024            | 17. Juli 2024                                  |

## Liste der Interviewpartner
- Thomas Maier – Journalist und Buchautor
- Peter Kornbluh – Leitender Analyst beim National Security Archive
- Robert Davi – Schauspieler
- Ronald „Ron“ Marasco – Schauspieler, Buchautor und Professor
- Tim Weiner – Journalist
- T. J. English – Journalist und Buchautor
- William Daddio – Ehemaliger Leiter der United States Mint Police
- Roberta Linn – Sängerin und Entertainerin
- Todd Fisher – Unternehmer
- Betsy Duncan Hammes – Sängerin und Schauspielerin
- James Kaplan – Schriftsteller, Journalist und Biograf
- Geoff Schumacher – Journalist und Buchautor
- Gerald Posner – Journalist und Buchautor
- Stephen Kinzer – Journalist und Buchautor
- Mauricio Álvarez – Forscher der Politikwissenschaft an der UNAM
- Lauren Derby – Professorin für lateinamerikanische Geschichte an der UCLA
- John J. Binder – Buchautor
- Antoinette Giancana – Tochter von Sam „Momo“ Giancana
- Santiago Babastro Gainza – Kubanischer Revolutionär
- Alain Escalona – Kubanischer Geschäftsinhaber
- Fred Fuller – Sohn eines kubanischen Plantagenbesitzers
- Boris Nerey Obregón – Professor für Lateinamerikastudien an der UNAM
- David Corn – Journalist und Buchautor
- Félix Rodríguez – Exilkubaner und ehemaliger CIA-Agent
- Bill Boggs – Fernsehmoderator und Buchautor
- Scott M. Deitche – Buchautor
- J. Michael Niotta – Buchautor und Historiker
- Bruce Fessier – Kunst- und Unterhaltungsjournalist
- „Tony O“ Oppedisano – Ehemaliger Musiker und Vertrauter von Frank Sinatra
- Oliver Buckton – Buchautor und Professor für Englisch an der FAU
- Chris Matthews – Buchautor
- Andres Calaza – Ehemaliger kubanischer Kindersoldat während der Invasion in der Schweinebucht
- Ana Nora Calaza Fortes – Schauspielerin und Musikerin

## Hintergrund
Im Mai des Jahres 2023 wurde bekannt, dass der Streamingdienst Paramount+ eine sechsteilige Dokureihe bestellte, die auf dem im Jahr 2019 veröffentlichten Buch Mafia Spies: The Inside Story of the CIA, Gangsters, JFK, and Castro von Thomas Maier basiert. Die von CreativeChaos vmg in Koproduktion mit Danny Strong Productions und Jackson Pictures produzierte Dokureihe wurde am 17. Juli 2024 in den Vereinigten Staaten ausgestrahlt und erschien am darauffolgenden Tag in Deutschland ebenfalls auf Paramount+.